# .jobs
.jobs는 스폰서 최상위 도메인 (sTLD) 중 하나이다. 'jobs'라는 이름에서도 알 수 있듯이 이 도메인은 업무 관련 사이트에만 쓰도록 제한되어 있다. .jobs는 2004년에 ICANN 측에 처음 신청되어 2005년 4월 8일에 승인을 얻었다. 2005년 9월부터 DNS 루트에 추가되었으며, 연말부터 도메인 등록을 받기 시작했다.

## 이용 목적
.jobs의 이용 목적은 기업과 기관이 자사의 도메인을 등록할 때 여러 가지 버전으로 해둘 때 쓰거나, 그 기업의 채용 관련 사이트의 도메인으로 사용하도록 한 것이다. 아니면 특정 시장을 타겟으로 이용할 수도 있다. 예컨대 manufacturing.jobs라는 도메인은 특정 기업이나 시장 부문의 고용 관련 사이트임을 나타낼 수 있다.
2010년 임플로이 미디어 LLC라는 기업에서 .jobs 도메인의 판권 허가를 연장하는 신청을 냈다. 신청이 받아들여진다면 임플로이 미디어는 'chicago.jobs'와 같은 특정 구인 도메인을 수백 수천개씩 미리 만들어둔 뒤 이를 판매할 계획이었다. 하지만 이 같은 계획은 구인 도메인 시장을 선점해버린다는 점에서 국제 고용 웹사이트 협회나 다수의 고용 기관으로부터 반발을 샀다.
한편으로 .jobs과는 다른 도메인의 서브도메인, 예컨대 'jobs.example.com'과 같은 도메인은 기업이 또 따로 등록할 필요 없이 자유롭게 쓸 수 있다는 주장도 제기되었다. 하지만 www라든지 이러한 앞에 붙는 도메인에 대해 기업이나 산업계에서 보편적인 합의를 본 적은 없기 때문에, 찬성 측은 오히려 '.jobs'를 쓰는 것이 구인자들로 하여금 고용 기회를 깔끔한 URL 주소를 통해 구직자들에게 전달할 수 있으므로 시장 입지를 확보할 수 있다고 주장한다. 2013년 임플로이 미디어는 시엔잡스 테크널러지(회장 렌준바오)와 파트너십 계약을 맺고 중국 시장에 진출하였다.